# Regel van derden

Op deze foto van een zonsondergang in het gebied van de Duizend Eilanden wordt het principe van de regel van derden geïllustreerd.

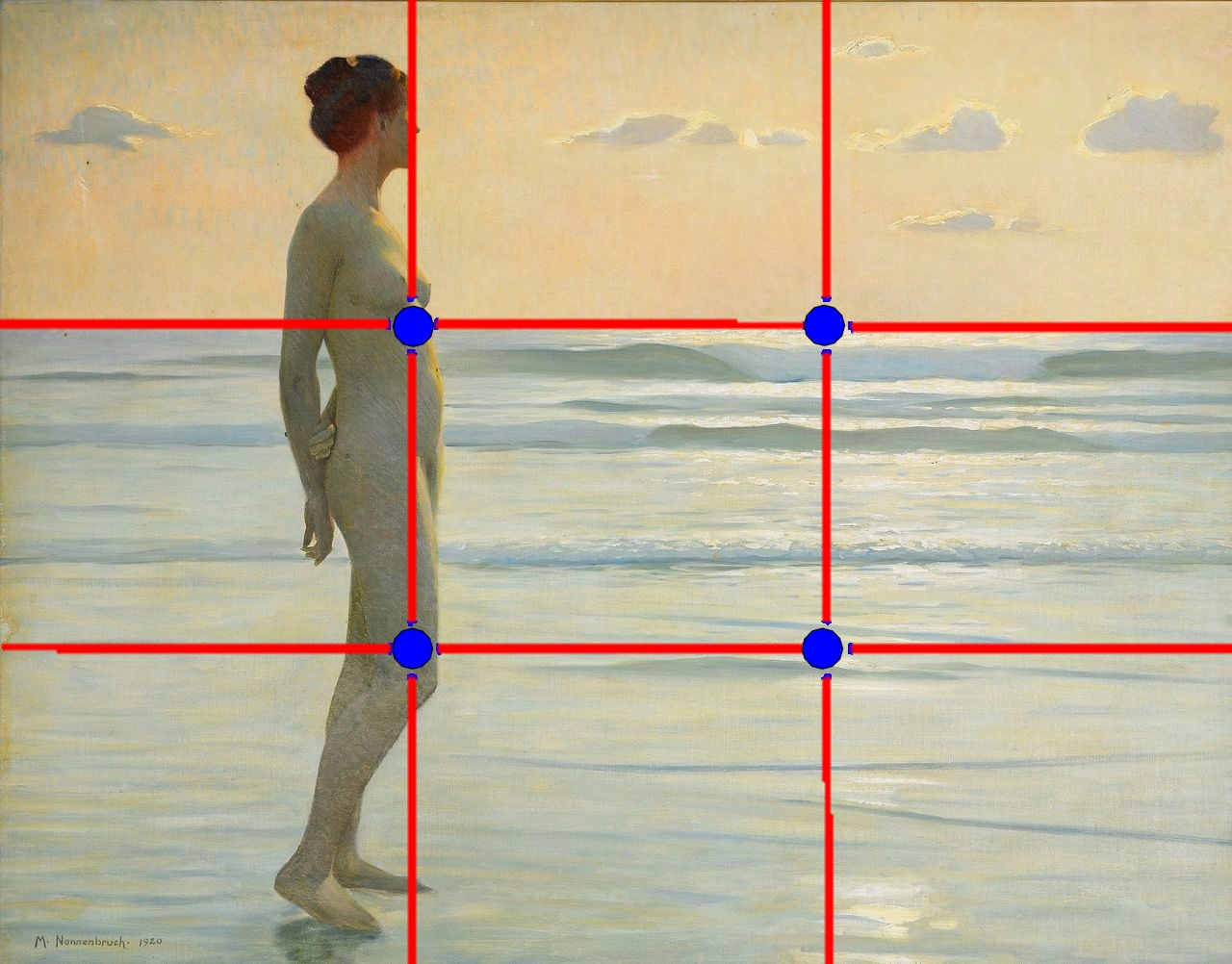
Schematische weergave hulplijnen en sterke plaatsen in een schilderij van Max Nonnenbruch

De regel van derden is een compositieregel in de fotografie die kan bijdragen tot een interessante foto. Fotografen en kunstschilders passen dergelijke regels toe als vuistregel.
Men verdeelt een afbeelding in negen gelijke vlakken met twee horizontale en twee verticale lijnen. Een foto waarin een aandachtspunt, zoals het onderwerp van de foto, in het midden wordt geplaatst, is meestal niet erg spannend. Wanneer deze op of rond een van de vier kruispunten van deze lijnen valt, ook wel een sterke plaats genoemd, wordt een foto vaak sterker en dynamischer.
In nevenstaande foto wordt de regel van derden geïllustreerd. De horizon is geplaatst op een derde van onder. Hierdoor gaat meer aandacht uit naar de lucht en wordt de zonsondergang benadrukt. Als de fotograaf de aandacht wil richten op de zee en het eiland, zou de horizon op een derde van boven geplaatst kunnen worden. Twee lijnen kruisen elkaar ter hoogte van de boom. Een ander kruispunt bevindt zich nabij de lichtste plek op de foto, waar de zon zojuist is ondergegaan. Deze vuistregel vereist dus niet dat de aandachtspunten exact samenvallen met de sterke plaatsen.
Vaak beschouwt men een foto waarop de regel van derden is toegepast, als esthetisch meer aangenaam en ogenschijnlijk professioneler. De vuistregel wordt onder meer gebruikt voor de plaatsing van aandachtspunten en van de horizon, het maken van een goede vlakverdeling en het ordenen van lijnen in de compositie.